# Claudio Ranieri
Claudio Ranieri (Rim, 20. listopada 1951.) talijanski je nogometni trener i bivši igrač. Trenutačno je bez kluba.

## Igračka karijera
Ranieri je svoj prvi profesionalni ugovor potpisao s AS Romom, iako je u dvije godine sakupio tek šest nastupa za prvu momčad; uz to bio je na jednomjesečnoj posudbi u Siracusi. Ranieri je većinu svoje karijere proveo kao branič igrajući za Catanzaro (1974. – 1982.), Cataniju (1982. – 1984.) i Palermo (1984. – 1986.). Sudjelovao je u četiri uspješne promocije svojih klubova, dvije s Catanzarom i po jednu s Catanijom i Palermom.

## Trenerska karijera

### Campania, Cagliari
Nakon treniranja amaterske momčadi Vigor Lamezia, njegov prvi trenerski posao bio je u momčadi Campania Puteolana, male momčadi iz Pozzuolija, gdje je bio do 1987. Kasnije je preuzeo momčad Cagliarija s kojim je iz Serie C1 došao do Serie A u samo tri godine.

### Napoli
Odlazi za trenera Napolija kojeg će voditi samo dvije godine. Uspio je s tom momčadi doći do izvrsnog četvrtog mjesta u Serie A. Uz to predstavio je publici Gianfranca Zolu, nasljednika Diega Maradone koji je otišao iz momčadi.

### Fiorentina
1993. odlazi na klupu Fiorentine, s kojom već u prvoj sezoni u klubu dobiva promociju iz Serie B u Serie A. A 1996., imao je vrlo uspješnu sezonu u Serie A, kada je bio pobjednik Coppa Italia i Supercoppa Italiana.

### Valencia
Ranieri odlazi u Španjolsku pruzeti momčad Valencije.  Valenciju je vodio od 1997. do 1999., a vodio je momčad u Ligi prvaka i Copa del Rey. U svom prvom dolasku na Mestallu, Ranieri je otišao kao odličan trener, te je bio zaslužan za kasnije uspjehe Valencije u Ligi prvaka i La Ligi. 
Uveo je mnogo mladih i obećavajućih igrača u svoju momčad, a među njima su bili Gaizka Mendieta, Miguel Angel Angulo, Javier Farinós i David Albelda. Uz to Ranieri je doveo nekoliko igrača koji će postati vrlo važne karike momčadi među njima su vratar Santiago Canizares i napadač Claudio López.

### Atletico
Ranieri je 1999. otišao u Atlético Madrid, ali je klub tada bila preuzela administracija. Kada je klub bio blizu zone ispadanja, otpustio ga je kasniji predsjednik Atletica, Jesús Gil, koji je bio poznat po djeljenju otkaza trenerima.

### Juventus
Ranieri je Juventus preuzeo odmah nakon povratka Stare dame u Serie A i već u povratničkoj sezoni odveo je klub do trećeg mjesta. Sljedeće sezone nije bio tako uspješan iako se Juventus dugo držao u utrci za naslov talijanskog prvaka s A.C. Milanom i Interom, međutim krajem sezone Juventusova forma je pala i klub sedam puta u nizu nije slavio u Serie A. Nakon remija s Atalantom 2-2, Ranieri je dobio otkaz, a klub je preuzeo bivši branič Juventusa i talijanske reprezentacije Ciro Ferrara.

### Roma
Dana 1. rujna 2009. Ranieri je potpisan kao trener Rome na dvije godine ugovora, naslijedivši Luciano Spallettia, koji je podnio ostavku nakon otvaranja 2009./10. sezone s dva poraza. Dakle, rođeni rimljanin Ranieri je postao glavni trener u nogometnom klubu koji je podržavao od djetinjstva. Ranieri je podnio ostavku na mjesto trenera 20. veljače 2011. nakon loših rezultata. Njegov zadnja utakmica je bila protiv Genoe (4:3 poraz), u kojoj je Roma prokockala vodstvo 0:3.

### Internazionale
Dana 22. rujna 2011., Ranieri je imenovan kao novi trener Intera čije je upražnjeno mjesto trenera zamijenio Gian Piero Gasperinijem, koji je smijenjen nakon siromašne predstave na samom startu sezone.  On je potpisao ugovor koji će ga zadržati u klubu do 30. lipnja 2013.  Nerazzurri su uspjeli pobijediti 3:1 u Ranijerievom debiju protiv Bologne 24. rujna.

### AS Monaco
30. svibnja 2012., Ranieri potpisuje na dvije godine ugovor s francuskim klubom. U sezoni 2012./13. vraća klub iz druge lige u prvi rang francuskog nogometa. 20. svibnja 2014. Monaco nije više produžio ugovor s Ranieriem te je on postao slobodan trener.

## Trenerska statistika
| Momčad          | Nac | Od                | Do                 | Rezultti | Rezultti | Rezultti | Rezultti | Rezultti |
| Momčad          | Nac | Od                | Do                 | S        | P        | R        | I        | Pob %    |
| --------------- | --- | ----------------- | ------------------ | -------- | -------- | -------- | -------- | -------- |
| Campania        |     | 1987.             | 1988.              |          |          |          |          |          |
| Cagliari        |     | 1988.             | 1991.              | 72       | 23       | 30       | 19       | 31.94    |
| Napoli          |     | 1991.             | 1993.              | 68       | 25       | 24       | 19       | 36.76    |
| Fiorentina      |     | 1993.             | 1997.              | 140      | 50       | 56       | 34       | 40       |
| Valencia        |     | 1997.             | 1999.              | 76       | 35       | 15       | 26       | 46.05    |
| Atlético Madrid |     | 1999.             | 2000.              | 39       | 9        | 11       | 18       | 23.68    |
| Chelsea         |     | 18. rujna 2000.   | 31. svibnja 2004.  | 199      | 107      | 46       | 46       | 53.76    |
| Valencia        |     | 16. lipnja 2004.  | 25. veljače 2005.  | 36       | 15       | 9        | 12       | 41.66    |
| Parma           |     | 12. veljače 2007. | 31. svibnja 2007.  | 16       | 7        | 3        | 6        | 43.75    |
| Juventus        |     | 1. srpnja 2007.   | 18. svibnja 2009.  | 92       | 45       | 30       | 17       | 48.91    |
| AS Roma         |     | 1. rujna 2009.    | 21. veljače 2011.  | 90       | 50       | 17       | 23       | 55.56    |
| Inter Milano    |     | 22. rujna 2011.   | 26. ožujka 2012.   | 35       | 17       | 5        | 13       | 48.57    |
| AS Monaco       |     | 30. svibnja 2012. | 20. svibnja 2014.  | 52       | 32       | 12       | 8        | 61.54    |
| Grčka           |     | 25. srpnja 2014.  | 15. studenog 2014. | 4        | 0        | 1        | 3        | 0.00     |

## Vanjske poveznice
- Trenerska statistika  Arhivirana inačica izvorne stranice od 23. rujna 2009. (Wayback Machine)